# 運動場
運動場（うんどうじょう・うんどうば）とは、体を動かすために広い面積を有する土地または屋内にある平面の場所のことである。これらの土地等に付属する施設も含めて運動場と称することもある。スポーツのために使用する他、運動会、屋外コンサート等のイベントの開催、災害発生時の避難場所として使用されることもある。

## （スポーツ競技のための）運動場
- 主にスポーツに使用するための平面の場所。

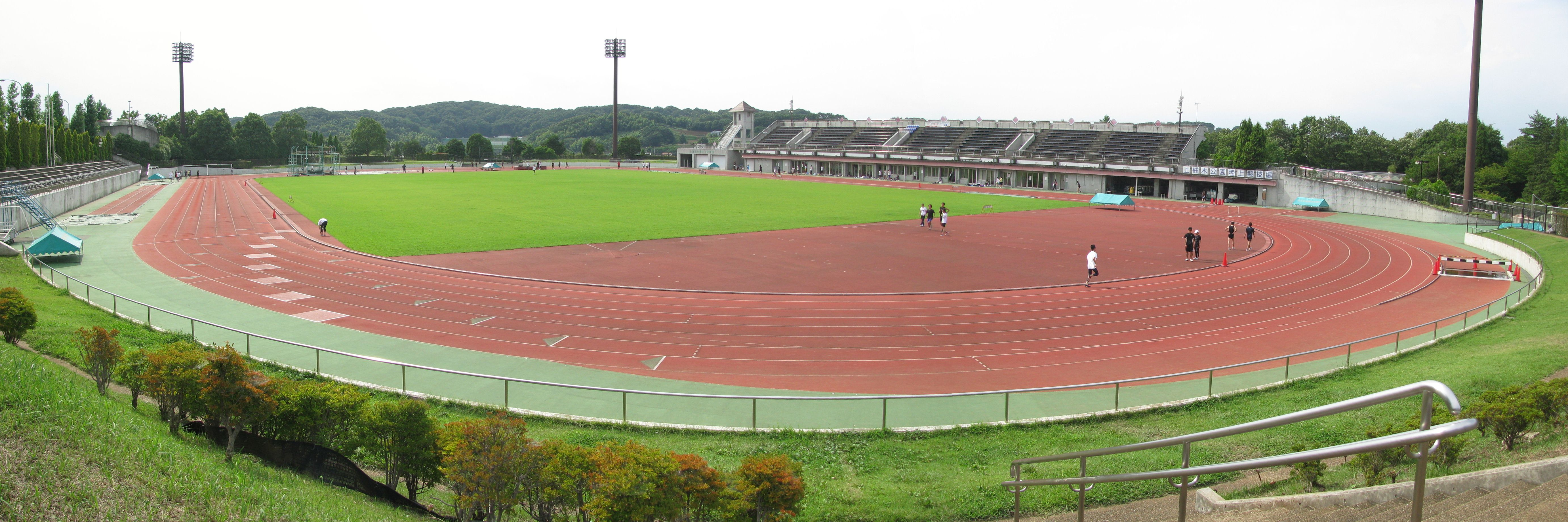
八王子市上柚木公園陸上競技場（2011年8月）

  - 屋外にあるものは「陸上競技に使用するための周回路」、「サッカー等に使用できる長方形型の平面」、「野球、ソフトボールに使用するために特殊な形状をした平面」等がある。平面を覆う素材は土、砂、芝生、人工芝、アンツーカー、クレー舗装などが一般的である。特に陸上競技に使用する規格・設備等を満たしたものを陸上競技場ということがある。規格については陸上競技場の記事を参照のこと。
  - 屋内にあるものは、バスケットボール、バレーボール等に使用できる長方形型の平面がある。平面を覆う素材は木材などが一般的である。このような平面がある建物を体育館ということがある。
  - 特に野球に使用する運動場の場合は観客席等の施設を含めて野球場、競技を行う場所を特にグラウンドという。
  - 特にテニス、バドミントン、バスケットボール、バレーボール等を行う場合、白線等で区切った競技行う場所をコートという。
  - 特にサッカー、ラグビー等を行う場合、土または芝生等を植えた、競技を行う場所をフィールド、グラウンドという。

## （学校の）運動場

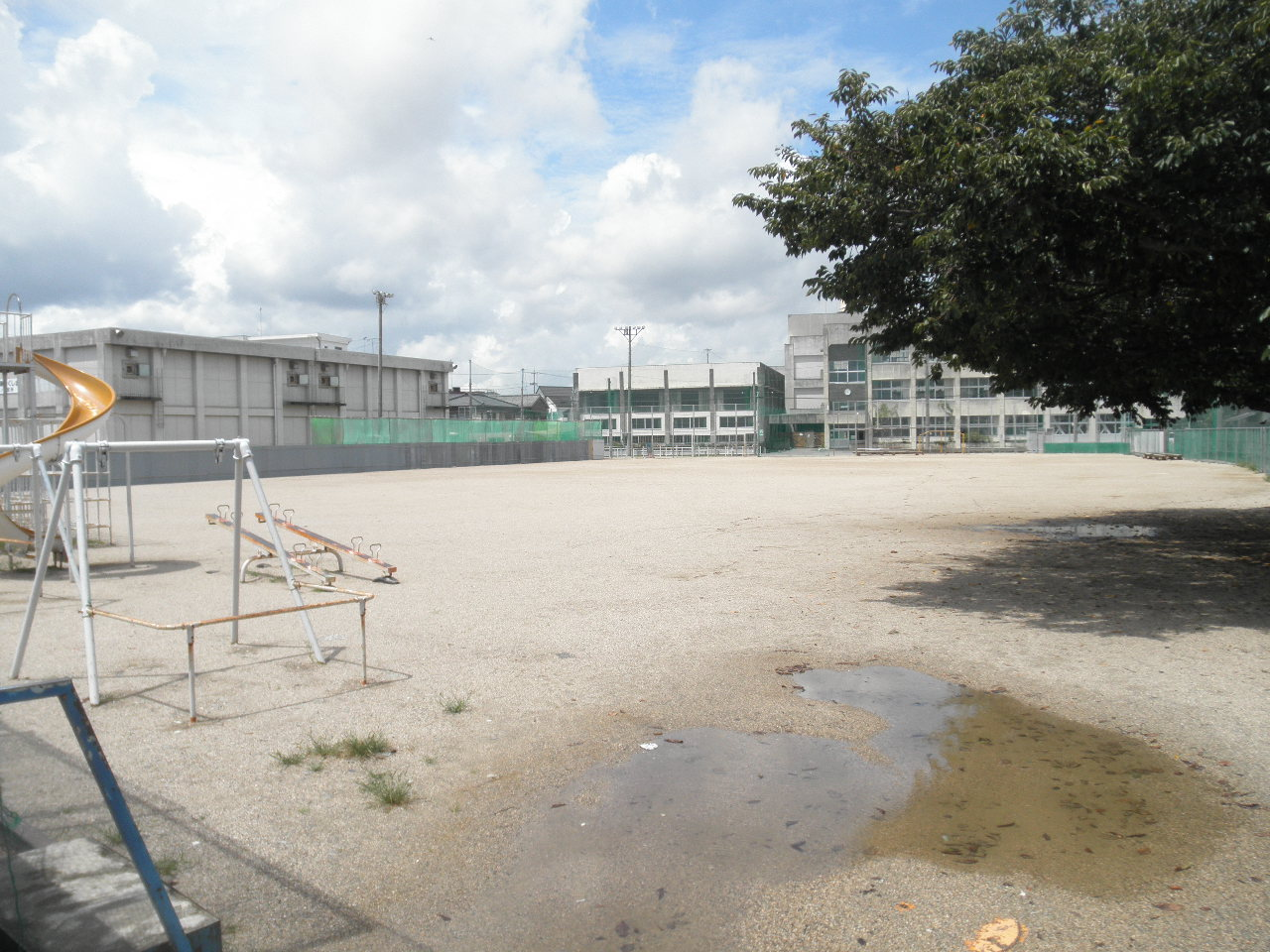
阿南市立羽ノ浦小学校運動場（2011年8月）

- 体育等の学校教育のために設置することが法令等により要求される場所[注 1]。この意味での運動場にはプールや剣道場・柔道場等を含むことがある。校舎に隣接した土地にあることが通常である[注 2]。特殊な例として都市部の学校では校舎屋上部分が運動場として使用されたり[注 3]、校舎と離れた場所に運動場がある場合がある。平面を覆う素材は土が多いが、一部においては芝生が用いられている。都市部ではクレー舗装等がされていることもある。校庭ということがある。
  - 一般的にはグラウンドと呼ばれることが多い。
  - 避難訓練の時に集合場所として使われることが多い。
  - 設備面や安全面の確保が難しいなどの理由により、野球が禁止されている所も多い。

## （動物の）運動場
- 競走馬の育成・調教のために使用される土地、または動物園で動物舎に対比して「動物を運動させながら展示を行う」場所のこと。これらの運動場は必ずしも平面ではなく、動物の運動に適した形状になっている場合がある。

## （刑務所・拘置所等に設置される）運動場
- 刑務所・拘置所・留置場等の身体拘束を必要とする施設において、身柄の確保・監視を保持しつつ、被拘束者の健康保持のために軽運動を行わせる場所のこと。特に独居房に収監されている者が他の被拘束者と接触できないように一人用の運動場が設けられている。